# Pelorus (instrument)

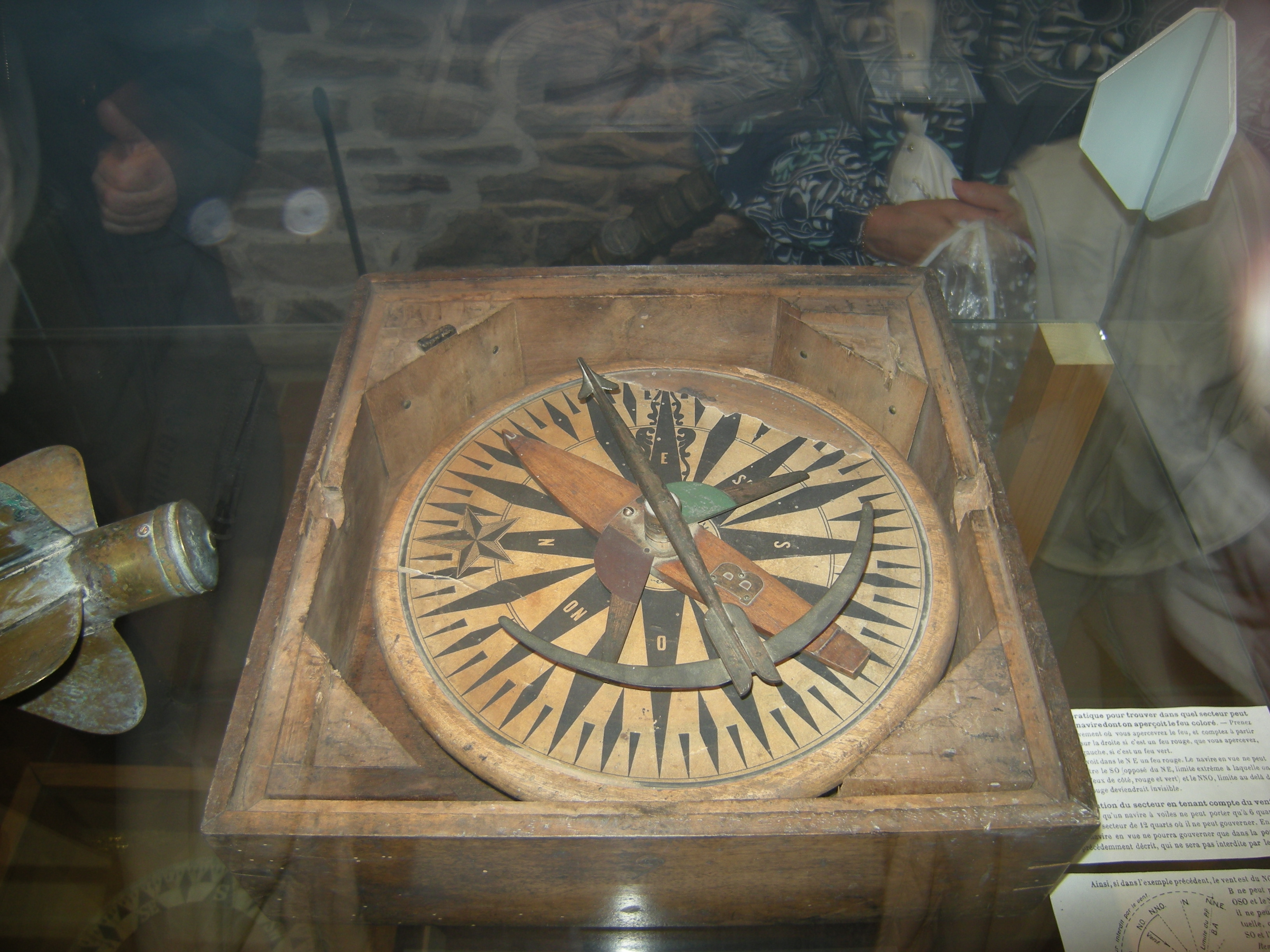
Oude pelorus.

Een pelorus is een peilinstrument waarmee een object gepeild kan worden. Het werd vroeger gebruikt aan boord van schepen om andere schepen of kenbare punten te peilen. De pelorus heeft een cardanisch opgehangen koperen plaat met gradenverdeling met daarop een draad- en keepvizier. Dit alles was vaak gemonteerd in een houten kistje.
De peiling met een pelorus is relatief en als de nulgraad van de pelorus is opgelijnd richting het voorschip, dan wordt de rechterboordhoek gepeild. Hierbij moet dan nog de voorliggende koers worden opgeteld. Bij peilkompassen en peiltoestellen op dochteraanwijzers van gyrokompassen kan direct de absolute peiling worden waargenomen, zodat de pelorus tegenwoordig in onbruik is geraakt. Een peiltoestel wordt echter soms ook wel aangeduid als pelorus.